# Black Gold (häst)
Black Gold, född 17 februari 1921, död 18 januari 1928, var ett engelskt fullblod, mest känd för att ha segrat i Kentucky Derby (1924).

## Bakgrund
Black Gold var en svart hingst efter Black Toney och under U-See-It (efter Bonnie Joe). Han föddes upp och ägdes av Rosa M. Hoots. Han tränades under tävlingskarriären av Hanley Webb. Han har fått sitt namn efter sin färg och efter smeknamnet för olja, som nyligen hade upptäckts i Oklahoma vid hans födsel.
Black Gold sprang totalt in 111 553 dollar på 35 starter, varav 18 segrar, 5 andraplatser och 4 tredjeplatser. Han tog karriärens största segrar i Kentucky Derby (1924). Han segrade även i Bashford Manor Stakes (1923), Louisiana Derby (1924), Derby Trial (1924), Ohio State Derby (1924) och Chicago Derby (1924).

## Karriär
Black Gold segrade i 9 av 18 löp som tvååring. Som treåring segrade han i sina två första löp och startade sedan i Louisiana Derby. I löpet tog han ledningen från start, en position som han aldrig släppte, och segrade med sex längder. Black Gold segrade därefter i Derby Trial på Churchill Downs.
Black Gold startade i 1924 års upplaga av Kentucky Derby som spelfavorit. 1924 var Kentucky Derbys femtioårsjubileum, och fick smeknamnet "Golden Jubilee Derby". Det var första gången en guldpokal delades ut till vinnaren, och första gången "My Old Kentucky Home" spelades innan löpet. Black Gold segrade, trots stark konkurrens under sista delen av löpet.
Efter Kentucky Derby tävlade Black Gold inte i Preakness eller Belmont Stakes. Istället vann han ytterligare två Derby: Ohio State Derby, hans sjunde seger i rad och Chicago Derby. Han var den första hästen någonsin att vinna Derby i fyra olika delstater: Louisiana Derby, Kentucky Derby, Ohio Derby och Chicago Derby. Black Gold misslyckades dock att segra i Raceland Derby den 19 juli 1924 i Chinnville, Kentucky, och kom trea efter segrande Bob Tail (som slutat sist i Kentucky Derby).

### Avelskarriär och comeback
Black Gold stallades upp som avelshingst, men visade sig inte vara fertil. Han blev dock far till ett hingstföl, som dödades av ett blixtnedslag.
Som sexåring gjorde han comeback på tävlingsbanan. Han startade ytterligare fyra gånger utan att segra. Den 18 januari 1928, som sjuåring, startade han i Salome Purse på New Orleans Fair Grounds. På upploppet gick han omkull, och avslutade löpet på tre ben. Han avlivades direkt på banan.
Han begravdes på innerplan på Fair Grounds bredvid sin mors gamla rival, Pan Zareta. Black Gold som var en manlig ättling till Eclipse, valdes in i National Museum of Racing and Hall of Fame 1989.